# Liste der Naturdenkmale im Amt Miltzow
Die Liste der Naturdenkmale im Amt Miltzow nennt die Naturdenkmale im Amt Miltzow im Landkreis Vorpommern-Rügen in Mecklenburg-Vorpommern.

## Elmenhorst
In diesem Ort sind keine Naturdenkmale bekannt.

## Sundhagen
| Bild                          | Nr.  | Bezeichnung        | Standort                                     | Beschreibung                         | Schutzzweck | Verordnung |
| ----------------------------- | ---- | ------------------ | -------------------------------------------- | ------------------------------------ | ----------- | ---------- |
| BW                            | 39/1 | Eibe               | Horst (54° 8′ 7,3″ N, 13° 13′ 19,6″ O)       |                                      |             |            |
| BW                            | 14/2 | Rotbuche           | Niederhof (54° 15′ 27″ N, 13° 12′ 0″ O)      | im LSG Kormorankolonie bei Niederhof |             |            |
| BW                            | 14/3 | Stieleiche         | Niederhof (54° 15′ 24,1″ N, 13° 11′ 48,8″ O) | im LSG Kormorankolonie bei Niederhof |             |            |
| mehr Fotos \| Fotos hochladen | 73/1 | Winterlinde        | Reinberg (54° 12′ 40,6″ N, 13° 15′ 3,7″ O)   | Reinberger Linde                     |             |            |
| BW                            | 14/1 | Esskastanie        | Schönhof (54° 13′ 27,8″ N, 13° 10′ 20,6″ O)  |                                      |             |            |
| BW                            | 14/4 | Gemeine Esche      | Schönhof (54° 13′ 28,2″ N, 13° 10′ 17,8″ O)  |                                      |             |            |
| BW                            | 92/1 | Gemeine Kiefer     | Wilmshagen (54° 9′ 34,6″ N, 13° 8′ 16,1″ O)  |                                      |             |            |
| BW                            |      | Europäische Lärche | Wilmshagen (54° 9′ 25,9″ N, 13° 8′ 2,8″ O)   |                                      |             |            |
| BW                            |      | Europäische Lärche | Wilmshagen (54° 9′ 24,8″ N, 13° 8′ 1,7″ O)   |                                      |             |            |
| BW                            |      | Stieleiche         | Wilmshagen (54° 9′ 24,5″ N, 13° 8′ 4,2″ O)   |                                      |             |            |

## Wittenhagen
| Bild | Nr.  | Bezeichnung | Standort                                                        | Beschreibung | Schutzzweck | Verordnung |
| ---- | ---- | ----------- | --------------------------------------------------------------- | ------------ | ----------- | ---------- |
| BW   | 93/2 | Stieleiche  | Abtshagen (54° 10′ 26,8″ N, 13° 1′ 33,6″ O)                     |              |             |            |
| BW   | 93/3 | Stieleiche  | Abtshagen Elmenhorster Straße (54° 11′ 30,7″ N, 13° 1′ 19,1″ O) |              |             |            |
| BW   | 93/4 | Platane     | Abtshagen Franzburger Straße (54° 11′ 26,4″ N, 13° 1′ 3,8″ O)   |              |             |            |
| BW   | 93/5 | Platane     | Abtshagen Franzburger Straße (54° 11′ 25,7″ N, 13° 1′ 3,9″ O)   |              |             |            |